# Henk Molleman
Henricus Albertus Antonius (Henk) Molleman (Amsterdam, 20 juli 1935 – Alphen aan den Rijn, 15 januari 2005) was een Nederlands politicus voor de PvdA, wetenschapper en rijksambtenaar. Hij is vooral bekend geworden als de architect van het huidige Nederlandse minderhedenbeleid.
Molleman studeerde op hbo-niveau af in de filosofie en hieropvolgend sociologie aan de Katholieke Universiteit Nijmegen en de Universiteit van Amsterdam. Hierna werd hij wetenschappelijk medewerker op het terrein van de politicologie aan de Nijmeegse universiteit, een betrekking die hij later aan de Rijksuniversiteit Leiden voortzette. In 1974 publiceerde hij in samenwerking met J.Th.J. van den Berg het boek Crisis in de Nederlandse politiek.
Vervolgens was hij van 1976 tot 1979 Tweede Kamerlid voor de Partij van de Arbeid (PvdA) en in de daarop volgende jaren 1979 tot 1990 directeur Integratie Minderheden op het ministerie van Binnenlandse Zaken.
Na zijn werk op het departement van Binnenlandse Zaken bekleedde hij van 1990 tot 1998 de functie van Ambassaderaad op de Nederlandse Permanente Vertegenwoordiging bij de Europese Unie. Daarna had hij tot 2000 nog een adviseurschap bij de Europese Commissie.
Vervolgens pensioneerde hij, maar bleef wel advies geven over zaken die zijn voormalige werkterrein betroffen, zoals bestuurlijke vraagstukken en het minderhedenbeleid; ook zocht hij de politiek weer op en in 2002 maakte hij in zijn woonplaats Alphen aan den Rijn zijn politieke rentree door zich als gemeenteraadslid te laten verkiezen; hierbij onderscheidde hij zich door zijn professionele wijze van optreden en doordat hij voor huisvesting wist te zorgen voor een allochtoon gezin dat dreigde te worden uitgezet.
Naast zijn reguliere werk verrichtte hij ook nog een groot aantal nevenactiviteiten, waaronder die van bestuurslid van het Landelijk Bureau ter Bestrijding van Rassendiscriminatie (LBR).
Henk Molleman was getrouwd; levensbeschouwelijk behoorde hij tot de Rooms-Katholieke Kerk.

## Minderhedenbeleid
Henk Molleman zal de geschiedenis ingaan als de man die aan de basis stond van het huidige minderhedenbeleid. Dit is als volgt in zijn werk gegaan. In 1978 verzocht hij als Tweede Kamerlid door middel van een motie om een einde te maken aan de grote fragmentatie die het minderhedenbeleid kenmerkte. Hij stelde voor om deze problematiek onder te brengen bij het ministerie van Binnenlandse Zaken.
De betreffende minister Hans Wiegel van de VVD had daar wel oren naar, mits Henk Molleman zelf de motie zou uitvoeren. Hij accepteerde dit aanbod en zo kreeg hij in 1979 de leiding over de nieuw geïnstalleerde directie Integratie Minderheden, in de wandelgangen al gauw aangeduid als "Bureau Molleman".
Met het toenmalige ministerie van Cultuur, Recreatie en Maatschappelijk Werk (CRM) bevond Molleman zich naar eigen zeggen in een voortdurend gevecht over wie welke bevoegdheden inzake het minderhedenbeleid had.
Sinds zijn aantreden als directeur minderhedenbeleid heeft hij een aantal malen gewaarschuwd dat er een grens is aan het vermogen van de autochtone bevolking om allochtonen op te nemen, waarbij hij met name wees op de situatie in de oudere wijken.